# Marco 11

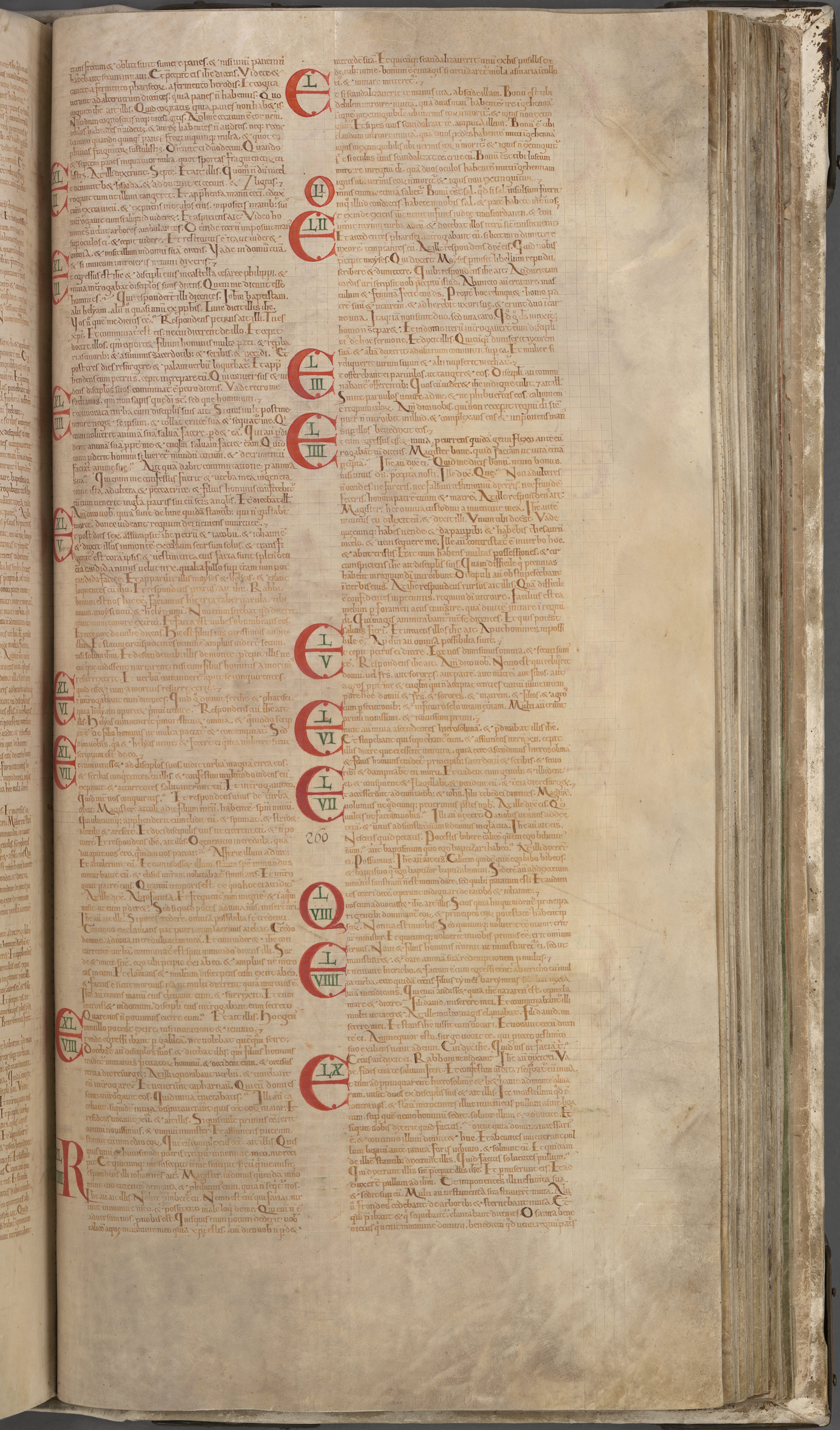
Marco 8,13–11,10 nel Codex Gigas (XIII secolo)

Marco 11 è l'undicesimo capitolo del vangelo secondo Marco nel Nuovo Testamento. Il capitolo contiene il racconto dell'entrata di Gesù a Gerusalemme, la sua maledizione del fico, la sua purificazione del Tempio e la sua discussione con i capi dei sacerdoti e gli anziani sulla sua autorità.

## Testo
Il testo originale venne scritto in greco antico. Questo capitolo è diviso in 33 versetti.

### Testimonianze scritte
Tra le principali testimonianze documentali di questo capitolo vi sono:
- Codex Vaticanus (325-350)
- Codex Sinaiticus (330-360)
- Codex Bezae (~400)
- Codex Alexandrinus (400-440)
- Codex Ephraemi Rescriptus (~450)

## Entrata trionfale a Gerusalemme

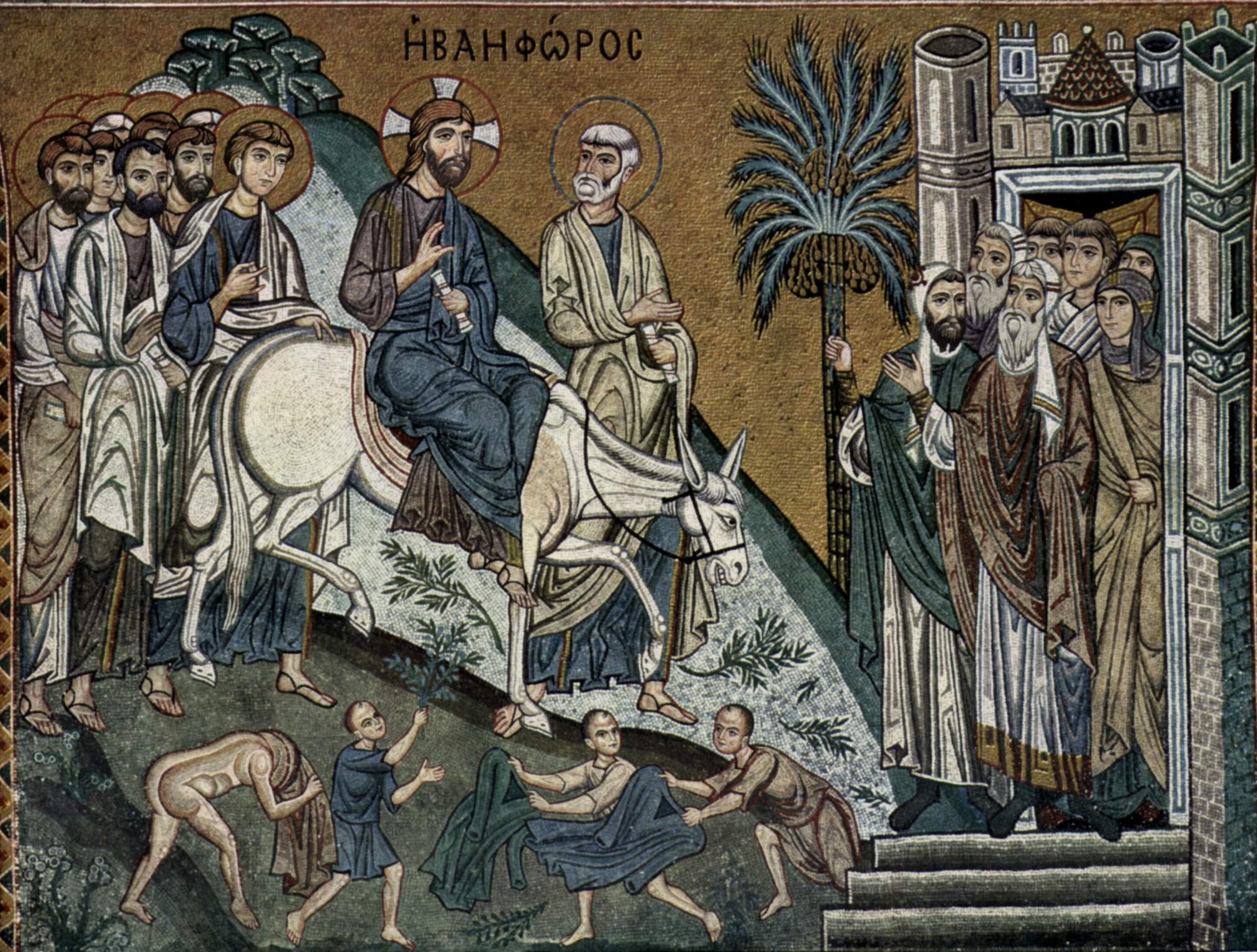
Entrata di Gesù a Gerusalemme, cappella palatina di Palermo.

Gesù e i suoi discepoli si avvicinano nel loro viaggio a Betfage ed a Betania, villaggi vicini a Gerusalemme. Betania era appena a 3 km ad est della città presso il monte degli Ulivi. Zaccaria 14,4 riporta la battaglia finale del Messia proprio presso il monte degli Ulivi. Betfage significa in aramaico "casa del fico" ed è proprio qui che si svolgerà un passo singolare di questo capitolo che riguarda proprio la maledizione della pianta di fico.
Gesù dà istruzione a due discepoli di portarsi avanti a cercare un mulo per lui, animale che egli riporta non essere mai stato cavalcato per il suo carattere irascibile. Anche in questo caso Zaccaria 9,9 riprende la storia narrata in Marco. Gesù dice anche ai discepoli di rispondere, nel caso in cui qualcuno glielo avesse chiesto, "il Signore ha bisogno di questo animale e lo restituirà presto." (Marco 11,3) I due fanno come Gesù aveva detto loro e trovano quanto da lui indicato. Marco illustra chiaramente il potere di predizione di Gesù, ma si può lasciar intendere anche che Gesù conoscesse già la città: secondo Marco e gli altri vangeli, Gesù infatti aveva numerosi amici in città tra cui Lazzaro, le sue sorelle e Simone il Lebbroso.
In groppa al mulo trovato, Gesù entra in Gerusalemme dove le persone lo accolgono trionfalmente, stendendo i loro mantelli sul suo passo e agitando rami di palma per lui, invocandolo quale Figlio di David secondo il libro dei Salmi 118,25-26:
"Osanna! Benedetto colui che viene nel nome del Signore! Benedetto il regno che viene, del nostro padre Davide! Osanna nel più alto dei cieli!"
Il Textus Receptus ed il Codex Alexandrinus riportano due volte le parole ἑν ὀνόματι Κυρίου (en onomati kuriou, "in nome del Signore"), come del resto il manoscritto di Origene.
La citazione del libro dei Salmi è significativa, dal momento che la composizione dei Salmi è tradizionalmente ascritta al re David in persona. La parola ὡσαννά, (Osanna, "salvaci, ti preghiamo") è derivata dall'aramaico (הושע נא) dall'ebraico (הושיעה נא) (Salmi 118,25 הוֹשִׁיעָה נָּא), col significato di "aiuto" o "salvataggio, ti prego", "un appello che viene da una formula liturgica, come parte dell'Hallel... molto famigliare agli israeliti."
L'evento è celebrato ancora oggi dai cristiani la domenica delle palme.

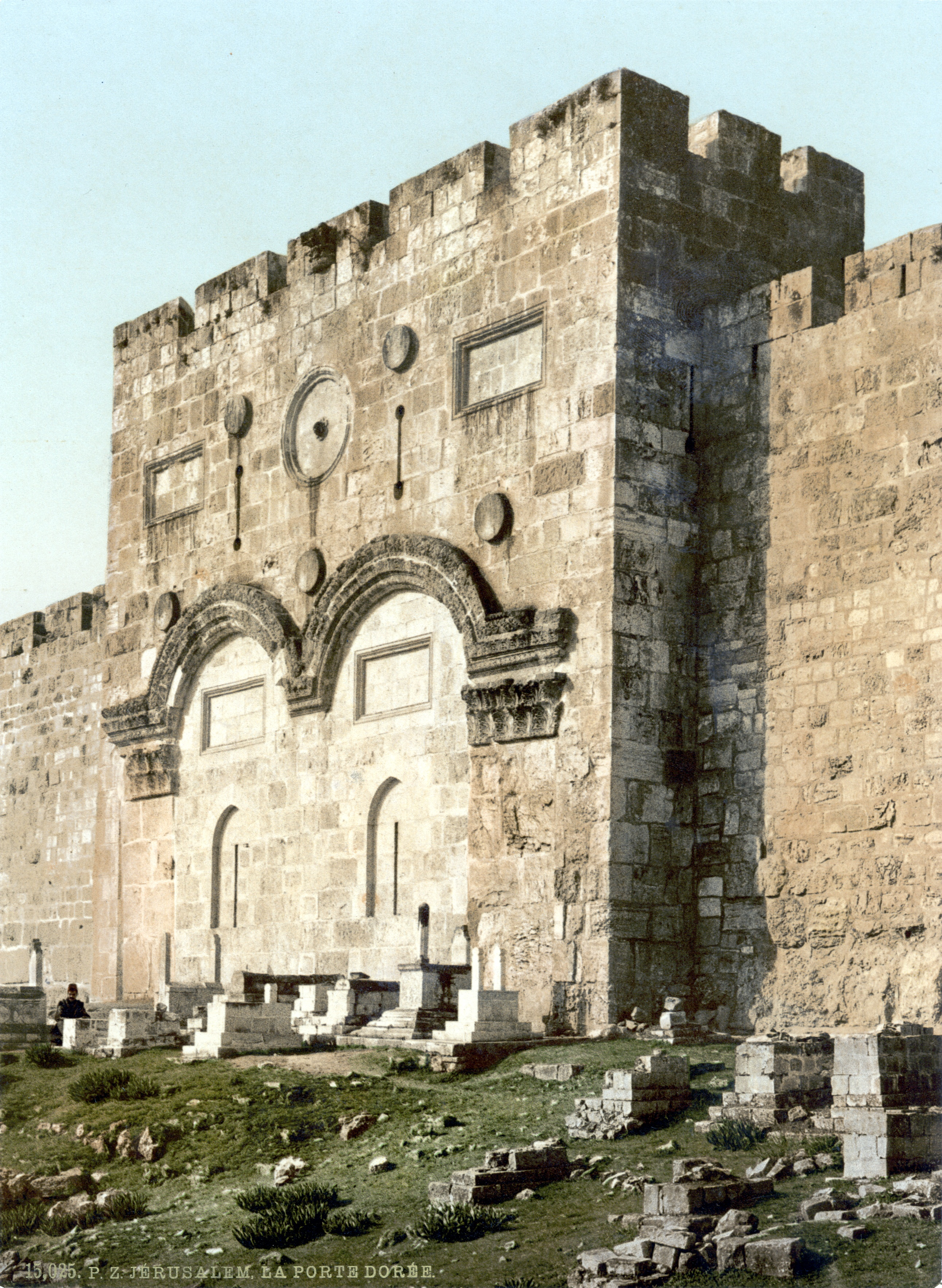
La porta d'oro o Sha'ar Harachamim

Alcuni ritengono che l'ingresso a Gerusalemme da parte di Gesù sia avvenuto attraverso la Porta d'Oro dalla quale del resto si riteneva che il Messia sarebbe entrato nella città di Gerusalemme. Altri pensano che egli avrebbe utilizzato un'entrata più a sud che aveva dei gradini che conducevano direttamente al Tempio. Appena entrato in città, infatti, Gesù vede il Tempio e vi si dirige. L'area del tempio appare divisa in due parti: quella esterna, destinata alle attività che gravitano attorno al tempio, e quella interna che è il sancta sanctorum o santuario interno ed è il tempio propriamente detto. Dopo aver guardato il tempio, ad ogni modo, vista l'ora tarda, Gesù torna a Betania per fare ritorno a Gerusalemme il giorno successivo

## L'albero di fico e la purificazione del tempio
Dopo aver lasciato Betania il giorno successivo, Gesù vede un albero di fico e vi si porta nei pressi per vedere se ha prodotto dei fichi. E ' troppo presto nella stagione per produrne e quindi l'albero è spoglio ancora di frutti. Gesù lo maledice (v. 21): "Nessuno possa mai più mangiare i tuoi frutti

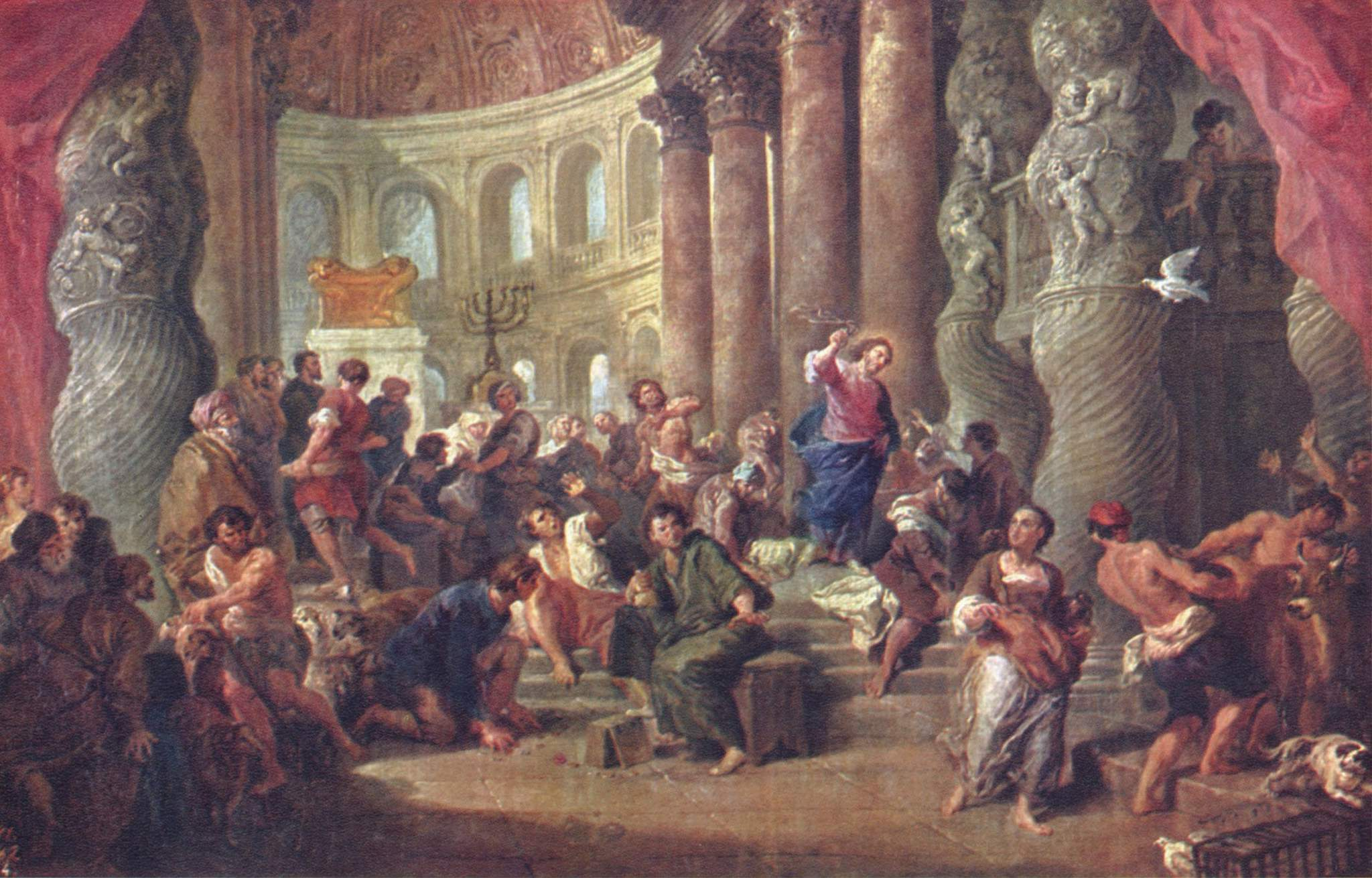
Gesù purifica il tempio, dipinto di Giovanni Paolo Pannini

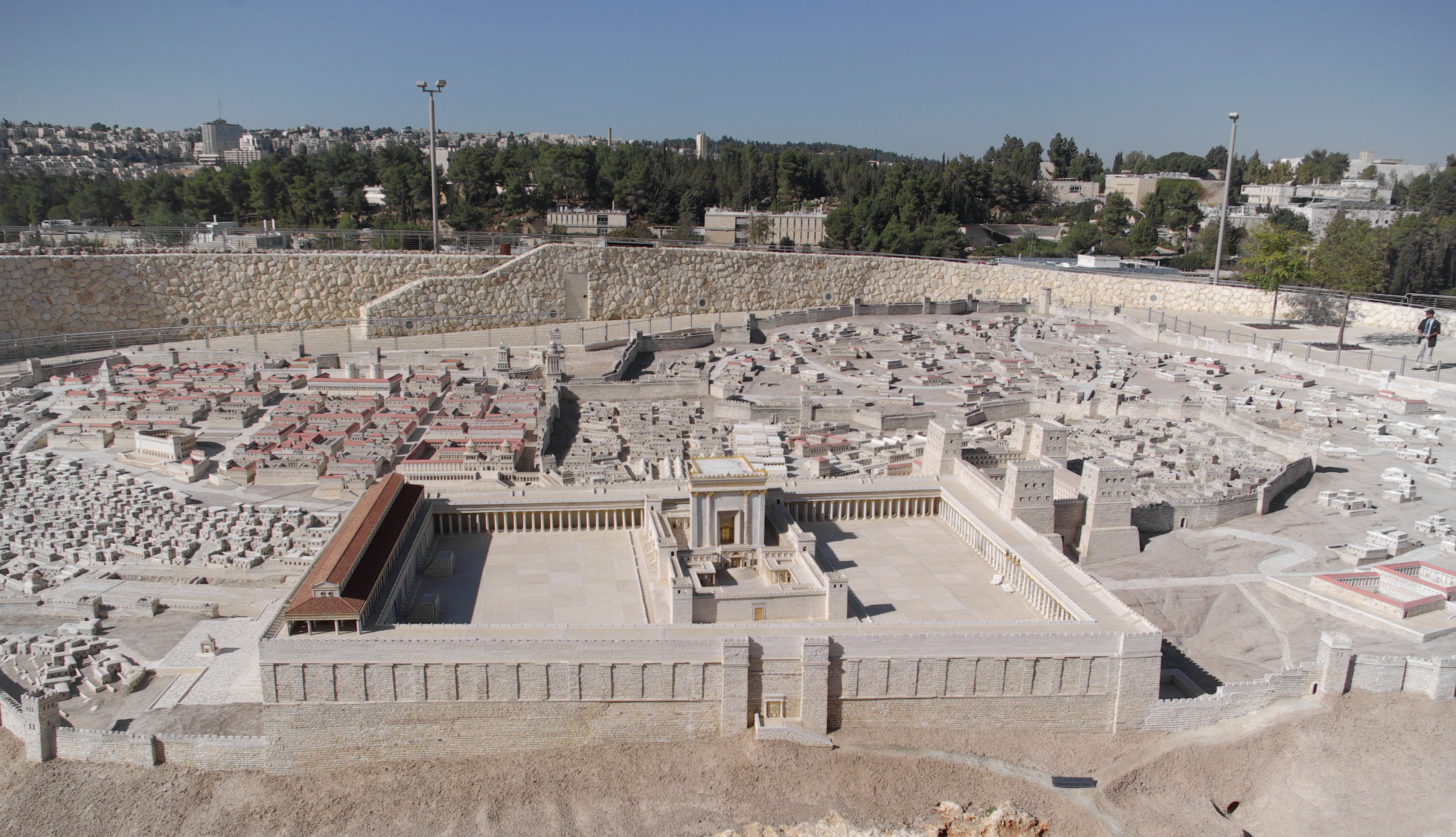
Un modello del tempio di Erode presso l'Israel Museum di Gerusalemme.

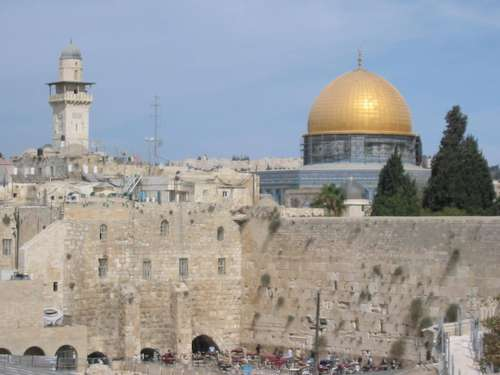
Il monte del tempio come appare oggi. Il muro occidentale sullo sfondo e la cupola del tempio della roccia occupano gran parte della scena.

Il gruppo raggiunge Gerusalemme e Gesù si porta nuovamente al tempio ed inizia, senza apparente motivazione, a scagliarsi contro i venditori locali, rovesciandone le bancarelle al punto che gli uomini del tempio tentano invano di fermarlo (Marco 11,15-19). Le colombe che Gesù libera venivano utilizzate per dei sacrifici sullo standard greco e romano come pure il denaro dei cambiavalute presenti era utilizzato per cambiare le valute e fare la propria offerta al tempio. Gesù prese la parola:

### Versetto 17
La mia casa sarà chiamata casa di preghiera per tutte le genti? Voi invece ne avete fatto una spelonca di ladri!»..
Gesù combina in questo versetto Isaia 56,7 e Geremia 7,11, Gesù si scaglia, con le parole di Isaia, contro coloro che entrano nel tempio senza perseguire la volontà di Dio, siano essi ebrei o no, e che quel luogo debba essere unicamente un luogo di preghiera e non di mercimonio. Il passaggio di Geremia è utilizzato nello specifico per scagliarsi contro i cambiavalute perché chi traffica in denaro all'interno dello stesso tempio porta la corruzione e il malaffare sin nella casa di Dio. "Spelonca di ladri" è un riferimento chiaro al concepire il luogo sacro del tempio di Gerusalemme come un covo di malfattori. Le persone rimangono meravigliate da tale gesto di Gesù, elemento che fa complottare i capi dei sacerdoti per ucciderlo. Gesù ed il suo gruppo lasciano la città sulla fine del giorno.
L'incidente del tempio è riportato in tutti i vangeli. I sinottici riportano la storia sostanzialmente come narrata nel vangelo di Marco.
Secondo la Jewish Encyclopedia:
Sembra che l'episodio si sia svolto il primo giorno della settimana, il 10 del mese di Nisan quando, secondo la legge di Mosè, era necessario acquistare l'agnello pasquale. E' probabile che l'entrata di Gesù a Gerusalemme fosse stata fatta con questo scopo preciso. [...] L'atto che Gesù compie gli attira l'attenzione del pubblico presente [...] attaccando in particolare gli emolumenti dovuti alla classe sacerdotale, che ovviamente gli chiede con quale autorità egli interferisca negli affari del tempio. In una risposta enigmatica egli pone le proprie pretese al livello di quelle di Giovanni il Battista - in altre parole, egli si basa sul supporto popolare.
La mattina successiva, passando nuovamente davanti al fico, Pietro nota che essi si è seccato, esattamente come predetto da Gesù nella sua maledizione:
Abbiate fede in Dio! In verità vi dico: chi dicesse a questo monte: Lèvati e gettati nel mare, senza dubitare in cuor suo ma credendo che quanto dice avverrà, ciò gli sarà accordato. Per questo vi dico: tutto quello che domandate nella preghiera, abbiate fede di averlo ottenuto e vi sarà accordato. Quando vi mettete a pregare, se avete qualcosa contro qualcuno, perdonate, perché anche il Padre vostro che è nei cieli perdoni a voi i vostri peccati. (Marco 11,22-23)
Dichiarazioni simili si trovano anche nei vangeli di Matteo, Luca ed in quello di Tommaso. San Paolo riporta pure la sua storia nella prima lettera ai Corinzi (13,2).
Alcuni hanno fatto notare come l'azione di Gesù verso il fico appaia illogica dal momento che è normale che in quel periodo dell'anno la pianta non avesse frutti. Il filosofo agnostico Bertrand Russell ha indicato persino questa storia in una delle sue ragioni per non definirsi cristiano. La maledizione della pianta di fico mostra il potere di Gesù, ma esso appare qui finalizzato al nulla. Marco, ponendo l'episodio del fico sia prima che dopo l'episodio del tempio, utilizza la pianta di fico come metafora per la vuotezza dei sacerdoti che, non solo compiono gesti che non danno frutti a Dio, ma la cui autorità manca della vera fede. Come la pianta di fico, Gesù aveva sperato di trovare dei "frutti" al tempio, ma come la pianta di fico anch'esso si è dimostrato sterile.
La pianta di fico viene menzionata ancora in Marco 13,28 come parte del discorso escatologico di Gesù. Giovanni e Luca vi collegheranno la parabola del fico sterile col medesimo significato.
Questa parte del vangelo di Marco si conclude coi versetti 25 e 26 che trovano il loro parallelo in Matteo 6,14-15 e Luca 6,37 nonché 11,4.

## Contestazione dell'autorità di Gesù
Gesù torna quindi al tempio per la terza volta e mentre sale le scale, i sacerdoti, gli scribi e gli anziani si portano presso di lui e gli chiedono con quale autorità egli abbia compiuto gli atti del giorno precedente. Essi cercano di far sì che lui dica che la sua autorità gli proviene da Dio, così da poterlo accusare di blasfemia.
Gesù risponde loro con una domanda a sua volta: "Il battesimo di Giovanni — proveniva dal Cielo o dall'uomo? Ditemi!" (Marco 11,30]) I sacerdoti si trovano in trappola. Marco sa bene che essi non credevano in Giovanni il Battista e pertanto se avessero risposto che il suo battesimo proveniva dal Cielo sarebbero entrati in conflitto col popolo. Essi si rifiutano semplicemente di rispondere.
Questa è la prima volta nel vangelo di Marco nella quale i membri del Sinedrio si oppongono direttamente a Gesù. In precedenza egli aveva avuto screzi con scribi e farisei sulla legge ebraica.